# グラスワークス
グラスワークス (Glass works)は、アメリカ合衆国の作曲家、フィリップ・グラスが1981年に作曲した室内アンサンブルのための作品である。
グラスのCBSレコードとのデビュー盤でもある。

## 編成
フルート2、ソプラノ・サキソフォン2 (クラリネット持ち替え)、テナー・サキソフォン (バスクラリネット持ち替え)、ホルン2、ヴィオラ、チェロ、ピアノ (シンセサイザー持ち替え)

## 楽曲構成
ミニマル音楽の手法により短い旋律が様々な楽器によって繰り返されながら作品が展開していく。また各楽章でそれぞれ異なる編成になっている。

### オープニング (終りのない風景 I )
グラスワークスの中でも最も有名な作品で、単独でもしばし演奏される。

#### 編成
ピアノ

### フロー (氷の都)
オープニングの終結部からホルンのロングトーンによって楽章が始まる。起伏に富んだ激しい楽章。

#### 編成
フルート2、ソプラノ・サキソフォン2、テナー・サキソフォン、バスクラリネット、ホルン2、シンセサイザー

### アイランド (月の群島)
フローの慌ただしい音楽とは対照的に非常にゆったりと音楽が展開していく楽章。

#### 編成
フルート2、ソプラノ・サキソフォン2、テナー・サキソフォン、バスクラリネット、ホルン2、ヴィオラ、チェロ、シンセサイザー

### ルーブリック (御伽めぐり)
フローを思わせる激しい楽章。

#### 編成
フルート2、ソプラノ・サキソフォン2、テナー・サキソフォン、バスクラリネット、ホルン2、シンセサイザー

### ファサード (天の伽藍)
ヴィオラとチェロを伴奏に2本のサキソフォンが掛け合うようにメロディを奏でる。

#### 編成
ソプラノ・サキソフォン2、ヴィオラ、チェロ、シンセサイザー

### クロージング (終りのない風景 II )
内容自体はオープニングと同じであるが、様々な楽器によってオープニングでの旋律が奏でられる。

#### 編成
フルート、クラリネット、バスクラリネット、ホルン2、ヴィオラ、チェロ、ピアノ